# Wydział Zarządzania i Dowodzenia Akademii Sztuki Wojennej
Wydział Zarządzania i Dowodzenia Akademii Sztuki Wojennej – jeden z trzech wydziałów Akademii Sztuki Wojennej. Jego siedziba znajduje się przy al. gen. Antoniego Chruściela „Montera” 103 w Warszawie.

## Struktura
- Instytut Logistyki (dyrektor: dr Katarzyna Pietrzyk-Wiszowaty, zastępca dyrektora: dr Mariusz Fornal)
  - Katedra Podstaw Logistyki
  - Katedra Zarządzania Procesami Logistycznymi
  - Katedra Transportu
  - Katedra Ekonomiki Obronności i Bezpieczeństwa Gospodarczego[2]
- Instytut Zarządzania (dyrektor: dr hab. Marzena Piotrowska- Trybull, zastępca dyrektora: dr Wiesław Krzeszowski)
  - Katedra Zarządzania Organizacjami Publicznymi (kierownik: dr Dorota Kurek)
  - Katedra Zarządzania Zasobami Obronnymi Państwa (kierownik: dr Marek Strzoda)
  - Katedra Systemów Zarządzania (kierownik: dr hab. Aneta Wysokińska)
  - Katedra Zastosowań Metod Ilościowych i Technologii Informacyjnych (kierownik: dr Izabela Horzela)
- Instytut Zarządzania Lotnictwem Cywilnym (dyrektor: dr hab. Telesfor Markiewicz, zastępca dyrektora: dr Dolores Gracja Piwek)

## Kierunki studiów
- logistyka
- lotnictwo
- zarządzanie i dowodzenie[3]

## Władze
Dziekan: płk dr inż. Dariusz Grala
Prodziekan: ppłk dr inż. Krzysztof Zadorożny
Prodziekan ds. naukowych: dr hab. Justyna Lipińska
Prodziekan ds. studenckich: ppłk dr inż. Małgorzata Orłowska